# البابية
البابية أو الدين البابي أو الدعوة البابية هي دعوة نادى بها ودعا إليها السيد على محمد الشيرازي الملقب بـــــ «الباب»، أي باب معرفة الله. فقد كان يرمي الباب من ذلك اللقب إلى كونه فاتحة وبشيراً لظهور أعظم من ظهوره حيث أعلن أنه سيأتي من بعده. والدعوة البابية ظهرت في إيران في القرن الثالث عشر الهجري أو التاسع عشر الميلادي كديانة جديدة مستقلة عن الديانات السابقة لها، لكنها حلقة في سلسلة تتابع تلك الديانات؛ وهي باعتقادهم أيضاً خاضعة لمفهوم التطور بتعاقب رسالات الله للبشرية، ولذا لا تكون البابية آخر مراحل تجلي نزول الوحي الإلهي للإنسانية، أو آخر ما تستحقه الإنسانية من الرسالات السماوية. فكانت هذه الدعوة تقول إن الباب قد جاء ليمهد الطريق لمن سماه «من يظهره الله» أي بظهور بهاء الله الذي ذكر أن بمجيئه ستتحقق نبؤات الأديان السابقة بعد ألف سنة على الأقل، وقد أدعى أحد أتباعه لقب «بهاء الله» الذي أسس فيما بعد الديانة البهائية.
على محمد الشيرازي كشف تدريجيًّا وبشكلٍ متزايدٍ في كتاباته بأنه أحد المظاهر الإلهية، مثل موسى وعيسى ومحمد، وأنه أُنزِل عليه الوحي كوحي التوراة والإنجيل والقرآن. ادّعى أن هذا الوحي الجديد سيُطلق الطاقات والقدرات الخلّاقة اللازمة لإقامة الوحدة والسلام العالميين. كتب الباب العديد من الرسائل والكتب التي نسخ فيها الأحكام والتقاليد الإسلامية، وأسس دينًا جديدًا ونظامًا اجتماعيًا جديدًا يركّز على الوحدة والمحبة وخدمة الآخرين. شجّع على تعلّم الفنون والعلوم، وتحديث التعليم، وتحسين وضع المرأة. قدّم مفهوم الوحي التدريجي، مسلطاً الضوء على استمرارية تتابع الأديان وتجديدها. كما أكّد على الأخلاق، وتحرّي الحقيقة، والنبل الإنساني. بالإضافة إلى ذلك، وضع أحكامًا لتنظيم الزواج والطلاق والميراث، وحدّد قواعدًا لمجتمعٍ بابيٍ مستقبليٍ، على الرغم من عدم تنفيذها. طوال الوقت، ناقش الباب وحيه وأحكامه في سياق الشخصية الموعودة المذكورة أعلاه. على عكس الديانات السابقة، التي ألمحت بشكلٍ متقطعٍ إلى الشخصيات الموعودة، كان التركيز الأساسي للبيان، كتاب التشريع في الدين البابي، هو التحضير لمجيء الموعود المنتظر.

## خلفية
يعتقد المسلمون السنّة أن من أشراط الساعة خروج المهدي آخر الزمان، فيملك سبع سنين، يملأ الأرض عدلاً، كما ملئت جوراً وظلماً، وتخرج الأرض نباتها، وتمطر السماء قطرها، ويفيض المال[1] ؛ وعلى الجانب الآخر، يعتقد المسلمون الشيعة بأنّ المهدي (الإمام الثاني عشر) حي منذ سنة 255 هـ، وأنه سيظهر ليملأ الأرض قسطاً وعدلاً، وقد ظهرت مدرسة فكرية تعرف بالمدرسة الشيخية، وهي فرقة متشعبة عن طائفة الشّيعة الإثنيّ عشريّة الإسلاميّة أسسها الشيخ أحمد الأحسائي وتبعه في ذلك تلميذه السيد كاظم الرشتي. وقد علّما أتباعهما بأن قدوم الموعود بات قريبا جدا فهيأهم لظهوره. فكان معظم البابيين الأوائل من أتباع مذهب الشيخية. ويُنسب لهذه المدرسة الاعتقاد بقرب ظهور المهدي، فيقول أصحاب هذا الإدّعاء بأن الأحسائي كان يدعو لانتظار المهدي ويبشر بقرب ظهوره بمناسبة انقضاء ألف سنة على غيبته، وقام بجولة على أتباعه في إيران فكان يقول لهم في كل قرية يمر بها: أنِّ المهدي على وشك الظهور. وعندما قربت وفاته أوصى بأن يتسلم كاظم الرشتي قيادة أتباعه من بعده، حيث واصل الرشتي ما أوصاه به أستاذه من التبشير بقرب ظهور المهدي، وقبل شهور من حلول الموعد الذي نسبه البعض إلى توقعه الأحسائي لظهور المهدي وهو عام 1260 هـ (كان يصادف بداية عام 1844 م) مَرِضَ الرشتي المرض الذي مات فيه فرفض الوصية إلى أحد بقيادة الشيخية من بعده، واعتذر لذلك بقرب ظهور المهدي. والشيعة عامًة والشيخية خصوصًا يُكذّبون هذا الإدعاء ويستبعدون أن يكون للأحسائي أو الرشتي أيّ دورٍ في الدعوة للبابية ومن بعدها البهائية.

## بدء الدعوة
قبل ساعاتٍ قليلةٍ من غروب الشمس في 22 مايو 1844م، التقى الباب بطالبٍ دينيٍ يُدعى محمد حسين بشروئي، الذي أصبح يُعرف فيما بعد باسم الملا حسين (المتوفي عام 1849م)، في منطقة دروازه كازرون في جنوب شيراز. كان الملا حسين طالبًا للسيد كاظم الرشتي الذي توفي في كربلاء منذ حوالي تسعة إلى أحد عشر عامًا.
بعد ما قاله السيد كاظم الرشتي، قبل وفاته، بتوقع المجيء الوشيك للقائم، وحثّه طلابه على البحث عن صاحب هذا المقام، انطلق الملا حسين مع أخيه وابن أخيه في اتجاه بلاد فارس. لم يكن الباب غريبًا على الملا حسين وقت لقائهما، حيث كانا قد التقيا سابقًا في كربلاء.
في وقتٍ لاحقٍ من ذلك المساء، أجاب الباب على أسئلة الملا حسين، وحسب إحدى الروايات، بدأ في تأليف عملٍ لاحقٍ بعنوان "قيوم الأسماء"، وهو تفسير "سورة يوسف" القرآنية. إن عمق اللغة العربية وثرائها وإيقاعها وبلاغتها، التي تلاها تلقائيًا تاجرٌ فارسيٌ شابٌ، والذي نال قسطًا بسيطًا في التعليم المدرسي الرسمي، ومكتوبةٌ في نفس الوقت بكتابةٍ متصلةٍ أنيقةٍ، أدهشت الملا حسين. أعلن الباب بعد ذلك للملا حسين أنه حامل رسالةٍ جديدةٍ للبشرية. أطلق على نفسه اسم "الباب" وأعطى الملا حسين لقب "بابُ  الباب".

بيت الباب في شيراز حيث اعلن دعوته

على مدى الأربعين يومًا التالية، أكمل الباب كتاب "قيوم الأسماء"، وكان له عددٌ من اللقاءات مع الملا حسين. وآمن فيما بعد سبعة عشر فردًا آخرين، من تلقاء أنفسهم، بالباب كمبعوثٍ إلهيٍ جديدٍ. أشار الباب في البداية إلى هؤلاء المؤمنين الثمانية عشر على أنهم أولئك الذين سبقوا الآخرين في الإيمان به. في كتاباته اللاحقة، أطلق عليهم لقب "حروفُ الحيّ". وكان أبرز الثمانية عشر الشاب ملا محمد علي البارفروشي، الذي عُرف فيما بعد بالقدوس (توفي عام 1849م)؛ واُمّ سَلَمَة ، التي عُرفت فيما بعد باسم قرة العين والطاهرة، والتي لم تلتقِ بالباب شخصيًا، بل تعرّفت عليه من خلال ظهوره لها في المنام؛ وملا حسين البشروئي المذكور أعلاه.
باستثناء القدوس، أرسل الباب حروف الحي إلى مناطق مختلفةٍ من بلاد فارس والعراق والهند ليعلنوا رسالة الباب، ويدعو الناس إلى اعتناق رسالته، ومشاركة قيوم الأسماء. كُلّف الملا حسين بالسفر إلى أصفهان وطهران وخراسان. في طهران، كان عليه أن يقوم بمهمتين حساستين: تسليم لوحٍ من الباب إلى شابٍ يُدعى ميرزا حسين علي النوري، الذي عُرف لاحقًا باسم بهاءالله (توفي عام 1892م)، وتسليم رسالةٍ من الباب إلى محمد شاه، حاكم بلاد فارس (المتوفي عام 1848م). تم تنفيذ الأول بنجاحٍ. أعلن ميرزا حسين علي النوري، عند قراءة الصفحة الأولى من اللوح، أنه حقٌ من عند الله، وشرع في إعلان رسالته في منزل أجداده في مازندران.

## علاقه الباب بالدين البهائي
إن الظهورين التوأمين للباب وبهاءالله لا ينفصلان في الدين البهائي. وبصفته مبشّرًا لمجيء بهاءالله، كانت المهمة الرئيسية للباب هي تمهيد الطريق للظهور الوشيك للدين البهائي. ومع ذلك، سيكون من الخطأ  اختزال الباب إلى مجرد بادرةٍ موحى لها لمجيء بهاءالله. وعلى الرغم من قصر مدة دعوته، يعترف البهائيون بالباب كمظهرٍ إلهيٍ مستقلٍ، يتمتع بسلطة تدشين تشريعٍ دينيٍ جديدٍ، وإدخال تعاليم جديدة، ووضع الأوامر والأحكام. تم تصميم أحكامه عمدًا لتكون قاسيةً وثوريةً وناقضةً للتشريع السابق ولكنها مؤقتةٌ بطبيعتها، وكما يؤكد الباب مرارًا وتكرارًا في كتاباته، تعتمد اعتمادًا كليًا إما على الإقرار أو التعديل أو الإلغاء من خلال ظهورٍ أعظم له وهو "مَن يُظهِرُهُ الله" والذي سيأتي بعده مباشرةً.
يربط البهائيون بداية تاريخهم بوقت إعلان الدعوة البابية في مدينة شيراز، إيران سنة 1844م (1260 هـ). كانت البابية قد تأسست على يد علي محمد الشيرازي الذي أعلن أنه الباب لـ «مَن يُظهِرُه الله»، وأنه هو المهدي المنتظر. وكان قد سبق ذلك فترةً قصيرةً نمت فيها حركاتٌ كانت تترقب مجيء الموعود الذي بشرت به الكتب السماوية وأحاديث الأنبياء. وكانت المدرسة الشيخية التي أسسها أحمد بن زين الدين الأحسائي إحدى تلك المدراس الفكرية التي أكّدت على وشك قدوم الموعود المنتظر. وجديرٌ بالذكر أن أول من آمن بالباب، وهو الملا حسين بشروئي، قد درس عند أحمد الأحسائي، ثم عند كاظم الرشتي اللذان يعدان من أبرز رموز الشيخية.
وقد آمن بالباب بعد إيمان الملا حسين بشروئي أشخاصٌ آخرون بلغ عددهم 17 شخصًا، من ضمنهم امرأةً واحدةً تُعرف بالطاهرة، أو قرة العين . ومُنح هؤلاء الثمانية عشر شخصًا لقب «حروف الحي». ومن ضمن الذين أيّدوا دعوة الباب وكان لهم تأثيرٌ بالغٌ في تطورها هو حسين علي النوري الذي عُرف فيما بعد باسم بهاء الله، ونتيجةً لذلك فان هناك ارتباطٌ تاريخيٌ بين البهائية والبابية.
وبعد أن شاع أمر البابية، قامت السلطات الإيرانية، بإيعازٍ من رجال الدين، بتعذيب البابيين والقبض على الباب سنة 1847م وإيداعه السجن. وكانت إيران محكومةً انذاك من قبل أسرة القاجار التركمانية. وظل أتباع الباب رغم حبسه يترددون عليه في السجن، وأخذوا يُظهرون إيمانهم به وبرسالته على عامة الناس. وازداد عدد أتباع الباب رغم حبسه وذلك نتيجةً لجهود أتباعه وقياداتهم. وأدى ذلك إلى ازدياد وطأة تعذيب البابيين، الذي دوّن تفاصيله العديد من المؤرخين الشرقيين والغربيين. وفي نهاية المطاف أُعدم الباب في مدينة تبريز سنة 1850م رميًا بالرصاص أمام العامة.
واستمرت الحكومة الإيرانية آنذاك بعملية القمع ضد البابين وقياداتهم ومن ضمنهم بهاء الله، حيث حبست بهاء الله في طهران مدة أربعة أشهرٍ، وبعد ذلك نفته وأتباعه إلى العراق. وأقام بهاء الله في العراق عدة سنواتٍ قام خلالها بتدبير شؤون البابين ولمّ شملهم. وتشير المصادر البهائية أن بهاء الله أعلن دعوته للعديد من أتباعه في حديقة الرضوان في بغداد قبل نفيه منها عام 1863م. وبتحريضٍ من الحكومة الإيرانية، نفت الحكومة العثمانية بهاء الله إلى إسطنبول، ثم إلى أدرنة، التابعتين للأراضي العثمانية آنذاك.
تثبت الوقائع التاريخية أنه في عام 1868تم نقل بهاء الله وأتباعه إلى سجن قلعة عكا المشهور، الواقعة في فلسطين آنذاك، حيث تعرّضوا فيها إلى شتى أنواع العذاب والحرمان. واستمر بهاء الله بالإعلان أنه الموعود المنتظر. بالإضافة إلى كتاباته العديدة في تلك الفترة ومن أهمها «الكتاب الأقدس»، أرسل بهاء الله العديد من الرسائل لملوك الأرض وحكامها يوصيهم فيها بالحكم بالعدل، ويدعوهم لاتباع الدين الجديد وأحكامه. وقد قام ابنه عباس أفندي الذي عُرف بلقب «عبد البهاء» على خدمته إلى حين وفاته في 29 مايو 1892م. وبقى ابنه عباس سجينًا هناك إلى سنة 1908م، ورغم إطلاق سراحه بعد ثورة تركيا الفتاة وسقوط السلطان العثماني استمرّ في العيش في مدينة حيفا في فلسطين إلى حين وفاته في سنة 1921م.
استمرت هذه الاضطهادات التي يحركها رجال الدين وتدعمها الحكومات الإيرانية لتشمل مؤسس، وأعلام، وأتباع الدين البهائي. وفي العصر الحالي، لا يزال هذا الاضطهاد مستمرًا في عددٍ من بلدان العالم الإسلامي وخصوصًا في إيران؛ حيث وضع الدستور الإيراني الذي تم صياغته خلال الثورة الدستورية الإيرانية في عام 1906م الأساس للاضطهاد المؤسسي للبهائيين. حُكم على أكثر من 200 بهائي بالإعدام منذ بداية الثورة الإسلامية في عام 1979م، وسُجن الكثير منهم في معتقلاتها بعد أن رفضوا إنكار عقيدتهم عندما خُيّروا بين ذلك وبين إطلاق سراحهم. كما تم الاستيلاءعلى العديد من المقابر البهائية وأماكن العبادة والأماكن المقدسة وتدميرها، ولم يعد بإمكان البهائيين الاحتفاظ بمراكزهم ووظائفهم الحكومية، ولا يُسمح لهم بدخول الجامعات، وحتى أنه لا يعترف بشرعية زواجهم أو وثائق التسجيل والولادة وغيرها.

## تعاليم الباب
في قلب تعاليم الباب دعوةٌ للمصالحة بين جميع أعضاء الأسرة البشرية، إيذانًا بقدوم مرحلةٍ جديدةٍ في تاريخ البشرية: "قد خلقناكم من شجرةٍ واحدةٍ وجعلناكم من أوراق شجرةٍ واحدةٍ وأثمار شجرةٍ واحدةٍ لعلّكم أنتم بعضكم ببعض لتسكنون ... لتكوننّ كلّكم أمّةً واحدةً ...". وهكذا أكّد الباب على منظورٍ أخلاقيٍ عالميٍ، بما في ذلك الواجب الأخلاقي المتمثل في عدم التمييز بين المؤمنين وغير المؤمنين والاعتراف بالاحتياجات الموضوعية للآخرين. كان القصد من هذه التعاليم هو وضع الأساس "لتحول البشرية".
في نهاية المطاف، أوضح الباب أن سعادة الإنسان ورفاهيته تعتمد على معاملة البشر الآخرين وفقًا للقاعدة الذهبية، وخاصةً الامتناع عن التسبب في حزن الآخرين، وفي الارتقاء بكل الأشياء، سواء في عالم الطبيعة أو من صنع الإنسان، إلى حالة الكمال، وهي عملية تشبّع كل الأشياء بالجمال والهدف الروحي. وبهذه الطريقة، تصبح الحضارة نفسها مهمةً مقدسةً؛ وهي مهمةٌ لا يمكن فهمها، كما يشير الباب، إلا من خلال تثبيت "نظرة المرء على أمر بهاءالله". وكما أكّد نادر سعيدي، "تكمن الأهمية الأوسع لكتابات الباب في علاقتها التي لا تنفصم عن كتابات بهاءالله...".
تقدم تعاليم الباب تفسيراتٍ جديدةً لمفاهيم الله والدين والأنبياء، وتُعيد تفسير المفاهيم الدينية مثل الجنة والنار والقيامة وفقًا لذلك. الوحي التدريجي والاستمرارية وتجديد الدين، تحديث التعليم، تحسين وضع المرأة، إلغاء الكهنوت ورجال الدين، والتأكيد على الأخلاق، تحري الحقيقة، والنبل الإنساني، تُعدّ من بين التعاليم الرئيسية للباب. التركيز الأساسي الآخر لتعاليمه هو تأكيده على ظهور الموعود المنتظر، والذي كثيرًا ما يُشير إليه بـ "مَن يُظهِرُهُ الله". يناقش الباب باستمرار الوحي المُنّزل عليه وأحكامه في سياق هذه الشخصية الموعودة. على عكس الديانات السابقة حيث كانت الإشارات إلى الشخصيات الموعودة عرضيةً فقط وتم التلميح إليها من خلال التلميحات، فإن التركيز الرئيسي للبيان، أم الكتب في الدورة البابية، هو تمهيد الطريق لـ "مَن يُظهِرُهُ الله".

### المفاهيم الأساسية في رسالته

#### تدرج نزول الوحي بتعاقب الرسالات السماوية
من التعاليم الأساسية للباب هي استمرارية تتابع الأديان وتطورها تدريجياً على مر الزمان  من خلال رسله الذين تتجلى عليهم الكمالات الإلهية تدريجيًا في كل دينٍ يأتي. أي أن مع تقدم البشرية عبر العصور، يُرسِل الله تعاليم جديدة؛ مواكبة بذلك، ذلك العصر؛ فتكون التعاليم الإلهية دائمة التقدم وأكثر شمولاً. فظهور كل دينٍ يكون استجابةً لاحتياجات الإنسانية، ومتزامنًا مع تقبّل البشرية لذلك الدين. فكل دينٍ – مقارنةً بما سبقه من أديان - أكثر تقدمًا، لكن كمال تعاليمه الكامنة يتحقق من خلال ظهور الدين التالي؛ فعلى سبيل المثال، المسيحية هي كمال اليهودية، والإسلام هو كمال الديانات التي سبقته. ووفقًا لهذا المنطق، فدين الله واحدٌ بتعاقب الأديان كحلقاتٍ في سلسلةٍ متصلةٍ إلى أبد الآبدين، ولا وجود لمفهوم خاتِم أو آخِر الأديان. علاوة على ذلك، كتب الباب أن الأديان تأتي تِتْرًا في كل كورٍ إلهي (دورة)، وتتعاقب كفصول السنة، لتجديد «الدين النقي» للبشرية. ومفهوم تتابع الأديان وتعاقبها هذا يُنبؤ بنزول الوحي الإلهي برسالاتٍ سماويةٍ مُرْتَقَبةٍ ومُقْبِلةٍ لاحقًا بعد الباب. وبشكلٍ أكثر تحديدًا، يذكر الباب أن ثمر دينه يجب أن يكون الاعتراف والإيمان بالمجيء الثاني، شخصيةٌ أعظم منه تظهر بعده والتي أشار إليها بـ «من يُظْهِره الله».
وفقا للباب، الدين هو ظاهرةٌ نسبيةٌ وحواريةٌ، فهو نتاج تفاعل إرادة الله مع المرحلة التاريخية لتطور البشرية. يرفض الباب المفهوم التقليدي للدين الذي يُصَوّر على أنه فرضٌ مطلقٌ وملزمٌ إلى الأبد لإرادة الله على البشر. الدين هو حقيقةٌ ديناميكيةٌ وتقدميةٌ مماثلةٌ للإنسانية. أحد أهم التعبيرات المركزية لهذا المفهوم الجدلي والتاريخي هو استخدام الباب لمصطلح ارتقاء (بالفارسية: ارتفاع) الذي يحمل معنيين متناقضين: الإلغاء والارتقاء. ينقل ارتقاء نفس دلالات هيجل Aufhebung (ارتقاء / إلغاء). وفقًا للباب، كل دينٍ جديدٍ هو ارتقاءٌ للدين السابق. الدين الجديد هو نفي وإلغاء الدين السابق، لكنه في نفس الوقت هو نفس الدين السابق، الذي يظهر في شكلٍ أعلى وأكثر رُقيًا.
إن مفهوم الاستمرارية والتجديد هذا يستبق الوحي الرسولي المستقبلي بعد الباب. وبشكلٍ أكثر تحديدًا يقول الباب أن جوهر رسالته وهدفها، كما يؤكد دائمًا، هو إعداد الناس لظهور شخصيةٍ أعظم، موعود كل الأمم، تظهر بعده والتي يشير إليها على أنها "مَن يُظهِرُهُ الله".
بحسب الباب، فإن كلمة الله حيةٌ وديناميكيةٌ وتريد أن تظهر في شكلها الجديد بالتزامن مع تطور البشرية. إنه يأسف بشدةٍ لأن التقليديين الدينيين، بدافع حبهم لكتابهم الإلهي، يمنعون تطوّر نفس الكتاب ويرفضون ظهوره مرةً أخرى في التشريع الديني التالي.

#### مَن يُظْهِره الله
يشير الباب مرارًا وتكرارًا في كتاباته إلى حلول اليوم المنتظر بظهور المجيء الثاني وأشار إليه بـ «من يُظْهِره الله». ويصف هذا المجيء بأنه أصل كل الصفات الإلهية، ويذكر أن أمره هو أمر الله. كما يصف الباب مجيء من يُظْهره الله، قائلاً: «إنّك لو تلوت آيةً واحدةً من آيات من يظهره الله لكان ذلك أفضل من أن تحفظ البيان كلّه عن ظهر قلبٍ، لأنّ تلك الآية الواحدة تنجيك في ذلك اليوم، ولكنّ البيان كلّه لن ينجيك». «البيان اليوم في مقام النّطفة وآخر كمالٍ للبيان عند أوّل ظهور من يظهره الله». «مجد البيان وجلاله مستمدٌّ ممّن يظهره الله».
إن جوهر دعوة الباب والغرض منها، كما أكّد الباب بذاته دائمًا، هو إعداد الناس لمجيء هذا الموعود. فقد طلب من أتباعه تحري الحقيقة تحريًا مستقلاً والبحث عن الموعود، والتعرف عليه من واقع أعماله وسماته الجوهرية، دون التقيّد بالموروثات والتقاليد. بل حذّرهم من ألّا يخسروا ملكوت الله بحرمان أنفسهم من نعمة الإيمان بالموعود؛ وألا ينقلبوا على أعقابهم ويسلكوا مسلك السابقين حين عارض أتباع الديانات السابقة في كل عصرٍ رسل الله وجادلوهم بالآيات المتشابهات. تحدث الباب عن اقتراب مجيء الموعود وأشار إلى وقت قدومه في سنة التسع والتاسعة عشرة. فقد قال الباب: «راقبوا من مبدأ الظّهور إلى عدد الواحد (19)». بل إنّه قرّر ذلك في وضوحٍ أكثر حين قال: «يظهر مالك يوم الدّين في نهاية الواحد (19) وابتداء الثّمانين (1280 هـ)». ومن شدّة لهفه على ألاّ يصدّ النّاس عن الموعود اقتراب الظّهور الموعود بسرعةٍ قال: «لو ظهر في هذه اللّحظة لكنت أوّل العابدين وأوّل السّاجدين». ففي عام 1863م، بعد تسعة عشر عامًا من إعلان الباب عن دعوته؛ أعلن بهاء الله برفقة المؤمنين الأوائل من رفقائه في العراق، وفي وقتٍ لاحقٍ في عام 1866م في أدرنة، وبطريقةٍ أكثر انتشارًا؛ أعلن عن دعوته وأنه الموعود الذي وعد به الباب، حيث أشار إليه الباب بـ «من يُظْهِره الله». عقب هذا الإعلان، قَبِل كل البابيين تقريبًا دعوته، وآمنوا بـ بهاء الله، ومنذ ذلك الحين صاروا يُعرَفون بالبهائيين.

#### تفسير نصوص مقدسة
وفقًا لكتابات الباب، تكشف آثاره الكتابية عن حقائق من المفاهيم الإسلامية والآيات القرآنية؛ حقائق تختلف تمام الاختلاف عن الموروثات الثقافية والاعتقاد السائد بين المسلمين. فيوضح أن معاني مثل «القيامة» و «الجنة» و «النار» لها دلالاتٌ مجازيةٌ رمزيةٌ. ووفقًا لكتابات الباب، فإن مفهوم القيامة ليس نهاية العالم، ولكن نهاية إحدى مراحل التطور البشري، أي نهاية دينٍ من الأديان وبداية الدين التالي له،  وأن «قيامة الأموات من القبور» تعني اليقظة الروحانية لمن ابتعدوا عن صحيح الدين. ويذكر كذلك أن «يوم القيامة» يشير إلى ظهور رسولٍ أو مبعوثٍ إلهيٍ أي مظهرٍ إلهيٍ جديدٍ من مظاهر أمر الله، ويحاسب الله البشر على قبولهم وإيمانهم بهذا المظهر الإلهي أو رفضهم له. الجنة والنار في نظر الباب ليست أماكن للتعذيب الأبدي لبعض الناس، أو مكانًا للمتعة الجسدية والجنسية للآخرين، ولكن لها معاني روحانية. فالجنة هي عرفان الله والرضا بمرضاته وذلك بالإيمان بمن يبعثه الله في ذلك الوقت والعمل بما أوتي في محكم كتابه من أجل ازدهار كمال الإنسان الروحي؛ أما النار فهي الحرمان منها.

#### النهوض بحقوق المرأة
بشكلٍ عامٍ، تحرص تعاليم الباب على المساواة بين النساء والرجال؛ فالمرأة والرجل على قدم المساواة في الأحكام والفرائض التي أنزلها الباب. وفي عددٍ من النصوص على وجه التحديد، خفف الباب بعض الأعباء والأحكام التي فرضتها الشريعة الإسلامية على المرأة؛ وفي ذات السياق، على سبيل المثال، أصبح الطلاق أكثر صعوبةً بفرض سنة اصطبار أي تأجيله لمدة اثني عشر شهرًا؛ ولا يُشجع على تعدد الزوجات، ويحرم زواج المتعة. كما خفّف القيود الصارمة على التواصل الاجتماعي للمرأة، وأمر الرجال بعدم إيذاء النساء؛ فقد أمر الرجال بمعاملة النساء بأقصى درجات المحبة. وفي سياقاتٍ أخرى، أعطى الباب المرأة أفضلية على الرجل؛ فهناك عقوبةٌ مثلًا على كل من يتسبب في حزن شخصٍ آخر وهو بمثابة حزن لله، لكنة يقول إن عقوبة جلب الأسى للمرأة مضاعفةٌ.
ومن تعاليم الباب، بما أن الله يسمو فوق حدود الذكر والأنثى، فإن الله يتمنى «ألا يعلو الرجال أنفسهم على النساء، ولا تتعالى النساء بأنفسهن على الرجال». كما أنه يشجع على تعليم النساء.
تتفق معظم الروايات المعاصرة على أن أحد التأثيرات الاجتماعية الرئيسية لحركة البابيين كان تحسين وضع المرأة. وفضلاً عن ذلك، فقد أشار الباب في كتاباته إلى أن دينه سيؤدي إلى تحسين وضع المرأة من خلال الدعم الذي قدمه لإحدى حروف الحي (الحواريين) البارزة: الطاهرة قُرّة العين. فقد كانت أبرز أنشطة الطاهرة متمثلةً في الظهور كاشفةً عن وجهها بدون حجابٍ أمام أعين الحاضرين، وتبليغ دعوة الباب؛ وهذا بدوره كان نقطةً مفصليةً وفارقةً في فصل الشريعة البابية عن سابقتها الإسلامية، كما كان له عظيم الأثر في كسر جمود وقيود الموروثات الثقافية والدينية آن ذلك، والتي كانت مصحوبةً أحيانًا باحتجاجات وتذمر من بعض البابيين؛ وبرغم أن ما قامت به الطاهرة من إقدامٍ وهِمّةٍ على ما فعلته كان صادمًا ومفاجئًا للموروثات الدينية والثقافية آن ذلك، إلا أنها كانت تحظى دائمًا بقبول وإشادة الباب.

#### أهمية التعليم
أكّد الباب على المنطق العقلاني وكسب المعرفة والتعليم الفعّال. يجب أن يكون التعليم منظّمًا تنظيمًا جيدًا وأن ينقل المعرفة إلى الأطفال بطريقةٍ منهجيةٍ. وفقًا للباب، يقوم المجتمع التقدمي على نهجٍ تربويٍ فعالٍ، مع مدارس جيدة التنظيم. هناك بعض الموضوعات الرئيسية التي يجب التفكير فيها في المدارس: القضايا الأخلاقية مثل أهمية احترام الآراء والأفكار الأخرى، نسبية الروحانية، المنهجية المطلوبة للتحرر من الخرافات السابقة، نبل دور البشرية في الحضارة العالمية، وتعزيز احترام وتقدير دور المرأة في المجتمع. كما اعتبر الباب العلوم الطبيعية مهمةً، بما في ذلك علم الأحياء والفيزياء والكيمياء، وكذلك الطب. اقترح إصلاحًا جذريًا في مجال التعليم، وأوصى بتحديثه من خلال القضاء على جميع المواضيع التي عفا عليها الزمن. علاوةً على ذلك، أراد القضاء على استخدام الكلمات المعقدة وجعل اللغة أسهل وأقل تعقيدًا.
شجّع الباب المؤمنين على أن يكونوا سبّاقين في تعلم العلوم. وفي مثل هذا السياق، أوصى الباب المعلمين بتوخي الحذر في منهجية التدريس، وأوصاهم باستخدام اللطف والصبر، وخاصةً الخيال. يقول الباب إن استخدام الألعاب أمرٌ أساسيٌ من أجل تحسين عملية التعلّم. كما أوصى المعلمين بعدم استخدام العقاب البدني تجاه الأطفال. لهذا السبب، يكرّس الباب جزءًا من تفكيره في التعليم لمنع المعلمين عن استخدام العنف تجاه الأطفال. وأوصى المعلمين بتوخي الحذر الشديد في تواصلهم، لأن أرواح الأطفال حساسةٌ للغاية ويمكن أن تتأذى بسهولةٍ في طفولتهم، وقد يؤثر ذلك على سلوكهم في المجتمع في المستقبل. وهكذا يشجّع الباب الانضباط في المدارس ولكنه يحظر استخدام العنف. يقول بوضوحٍ في الجزء العربي من البيان: "لا تضرب أحدًا، لا أبدًا".
في الوقت نفسه، يوصي الباب بأن يحترم الأطفال والتلاميذ معلميهم، الذين هم مهمون جدًا في المجتمع. إن المعلمين هم الذين يعلمون الأطفال القراءة والكتابة ولهذا السبب لهم دورٌ هائلٌ في عملية الحضارة. علاوةً على ذلك، يوصي الباب الآباء بتربية أطفالهم باهتمامٍ، وتعليمهم اللطف. وفقًا للباب، فإن الغرض الرئيسي من الحضارة هو التعايش السلمي، ولا يمكن الوصول إلى ذلك إلا من خلال استخدام اللطف ونشر الأخلاق اللطيفة في المجتمع.

#### الأخلاق
يشرح الجزء الأكبر من البيان الفارسي المبدأ الأخلاقي الأساسي القائل بأنه حتى لو أساء إليك الناس، يجب أن تسامحهم، وتفعل الخير لهم، وتتصرف تجاههم كما يفعل الله عندما يعطي النعمة لأولئك الذين ينبذونه بلا امتنان. باختصارٍ، يدعو إلى تحولٍ روحانيٍ داخليٍ. يجب على المرء أن يكون راضيًا بالله، وبأحكامه، وبوالديه، وبنفسه. يدعو الباب إلى الكمال وتهذيب النفس في مجموعةٍ متنوعةٍ من المعاني: في الحفاظ على الأنهار نقيةً وغير ملوثةٍ، وفي الحفاظ على البيئة وعدم الإضرار بالطبيعة لأنها مرآة الله، وفي اتقان العمل بإنتاج الحِرَف والسلع بأعلى مستويات الجودة، وفي بناء مساكن جميلةٍ بأبوابٍ عاليةٍ بما يكفي حتى لأطول شخصٍ للدخول، وفي إبداع فنٍ جميلٍ، وفي الاستحمام بانتظامٍ، وفي ارتداء ملابس نظيفةٍ خاليةٍ من الأوساخ، وفي نشر الرخاء للجميع. وحرّم التسبب في الحزن والأسى لأي شخصٍ وقال إن هذا "مُلزمٌ بشكلٍ مضاعفٍ" في معاملة المرأة، مما يعني ضمان تقدير المرأة في المجتمع وتعيين مكانةٍ جديدةٍ لها. كما نهى عن العقاب البدني وإذلال الأطفال. رأى الباب كل هذه الأعمال تعبيرًا عن جمال الله وأفضاله في حياة المرء وكشكلٍ من أشكال العبادة. سعى إلى إضفاء الطابع الروحاني على فهم المرء للعالم، بما في ذلك الوصف الرمزي للوقت نفسه من خلال إدخال تقويمٍ من تسعة عشر شهرًا، لكلّ منها تسعة عشر يومًا، مع تسمية الأيام والأشهر بأسماء الله.
باختصارٍ، سعى الباب إلى خلق نوعٍ جديدٍ تمامًا من المجتمع، مجتمعٍ يركّز على الوحدة والمحبة وخدمة الآخرين، ومجتمعٍ لا يكون فيه دورٌ للعنف، ربما باستثناء بعض الأحيان في كبح جماح المجرمين. وفقًا للباب، فإن الغرض الرئيسي للحضارة هو التعايش السلمي، ولا يمكن الوصول إلى ذلك إلا من خلال استخدام اللطف ونشر الأخلاق اللطيفة في المجتمع.
كتب جاك ماكلين، ملخصًا لتحليل نادر سعيدي، أن كتابات الباب "تتنبأ بقضايا الأزمة العالمية الحالية، مثل حماية البيئة وتسليع الموارد الطبيعية". يدعو الباب على وجه التحديد إلى النقاء المطلق للمياه في الطبيعة في كتابه البيان، ومع عودة جميع المواد إلى منسوب المياه الجوفية الداخلية والمحيطات، يمكن بسهولةٍ اعتبار ذلك قانونًا عامًا لحماية البيئة. كما يحظر البيان العربي تسليع العناصر الأربعة، الأرض والهواء والنار والماء.
كما تنبأ الباب بالتطورات اللاحقة في وسائل الإعلام، من خلال التأكيد على الحاجة إلى نظامٍ سريعٍ للاتصالات الإخبارية، يكون متاحًا للجميع للوصول إليه، بغض النظر عن ثروتهم أو مكانتهم الاجتماعية. يكتب فيما يتعلق بالأخبار، أنه "حتى يتم تعميم مثل هذا النظام، لن تصل فائدته إلى خدام الملوك ما لم يأتي وقتٌ يكون فيه في متناول جميع الناس. على الرغم من أن الملوك لديهم اليوم سعاة خاص بهم، إلا أن هذا غير مثمرٍ، لأن الفقراء محرومون من مثل هذه الخدمة".

#### نبل الإنسان
يرى الباب البشر كائناتٍ نبيلةً تتمتع بالقدرة المتأصلة على التفكير بأنفسهم، وبالتالي فهي ملزمةٌ بالانخراط في تحري الحقيقة. هذا يعني أنه لا ينبغي لأي إنسانٍ أن يعتمد على الآخرين لتحري الحقيقة الروحانية. هناك تعبيران رئيسيان عن هذه الفكرة هما إلغاء الباب للكهنوت وتأكيده على كلمات الوحي، وليس المعجزات، كدليلٍ على صحة وشرعية دعوة المبعوث الإلهي.
ألغت كتابات الباب مؤسسة رجال الدين ومنعت أي شخصٍ من صعود المنابر. إنه وضّح بأن مثل هذا الصعود، وكذلك جلوس الناس تحت أرجل رجال الدين، إهانةٌ لكرامة مقام الإنسان. كما حظر صلاة الجماعة، الأمر الذي يتطلب اتباع قائدٍ دينيٍ للصلاة. وفقًا للباب، فإن عبادة الله لا تتطلب وساطةً بشريةً. حتى عندما يستثني الباب في حالة صلاة الجماعة من أجل الموتى، فإنه يشدّد على أنه لا ينبغي لأحدٍ أن يقف قبل الآخرين، بل يجب أن يقف الجميع في صفوفٍ متساويةٍ لتكريم المتوفى.
وفقًا للباب، فإن أحد الأسباب الرئيسية لفساد الأديان بشكلٍ عامٍ هو رجال الدين. ينتقد الباب أيضًا ممارسة الاعتراف بالخطايا للكهنة.
أحد التعاليم المركزية للباب هو أن المعجزات، مثل كسر قوانين الطبيعة، لا علاقة لها برسالة المرسلين، وهي التربية الروحانية والأخلاقية للبشرية. لذلك، لا يمكن للمعجزات أن تثبت حقيقة النبوة. يرفض الباب انشغال الناس بالمعجزات لتعزيز العقلانية، وإزالة الخرافات من الدين. وفقًا للباب، لا يوجد سوى دليلٍ واحدٍ صحيحٍ على شرعية الرسول، وهو الكلمات الإبداعية للرسول التي تلبي احتياجات العصر وتجلب ثقافةً جديدةً ونظامًا قيمًا ومعنىً لحياة الناس، وتحولهم وتساعدهم على الوصول إلى الكمال البشري.

## أزلية
حاول ميرزا يحيى أزل، أخو بهاء الله غير الشّقيق، أن بتبوأ مكانة بهاء  الله وأدعى أنه الشخص الذي أشار إليه «الباب»، فانضم إليه بعض البابيين - الذين لم يقبلوا دعوة بهاء الله - واتبعوا مسلكه، وأُطلق عليهم «الأزليين»، ثم تواروا عن الأنظار حتى تم استيعابهم عمليا في المجتمع الإسلامي.